# Old Bridge Township
Old Bridge Township ist ein Township im Middlesex County des Bundesstaats New Jersey in den USA. Das U.S. Census Bureau hat bei der Volkszählung 2020 eine Einwohnerzahl von 66.876 ermittelt.

## Geographie
Nach den Angaben des United States Census Bureaus hat die Stadt eine Gesamtfläche von 105,3 km², davon 98,7 km² Land und 6,7 km² (6,32 %) Wasser.

## Demographie
Nach der Volkszählung von 2000 gibt es 60.456 Menschen, 21.438 Haushalte und 15.949 Familien in der Stadt. Die Bevölkerungsdichte beträgt 612,8 Einwohner pro km2. 79,48 % der Bevölkerung sind Weiße, 5,30 % Afroamerikaner, 0,16 % amerikanische Ureinwohner, 10,82 % Asiaten, 0,04 % pazifische Insulaner, 1,87 % anderer Herkunft und 2,32 % Mischlinge. 7,57 % sind Latinos unterschiedlicher Abstammung.
Von den 21.438 Haushalten haben 37,8 % Kinder unter 18 Jahre. 61,2 % davon sind verheiratete, zusammenlebende Paare, 9,5 % sind alleinerziehende Mütter, 25,6 % sind keine Familien, 21,1 % bestehen aus Singlehaushalten und in 6,8 % Menschen sind älter als 65. Die Durchschnittshaushaltsgröße beträgt 2,80, die Durchschnittsfamiliengröße 3,30.
25,9 % der Bevölkerung sind unter 18 Jahre alt, 7,0 % zwischen 18 und 24, 33,6 % zwischen 25 und 44, 22,9 % zwischen 45 und 64, 10,5 % älter als 65. Das Durchschnittsalter beträgt 36 Jahre. Das Verhältnis Frauen zu Männer beträgt 100:95,6, für Menschen älter als 18 Jahre beträgt das Verhältnis 100:91,7.
Das jährliche Durchschnittseinkommen der Haushalte beträgt 64.707 USD, das Durchschnittseinkommen der Familien 74.045 USD. Männer haben ein Durchschnittseinkommen von 51.978 USD, Frauen 35.462 USD. Der Prokopfeinkommen der Stadt beträgt 26.814 USD. 4,2 % der Bevölkerung und 3,0 % der Familien leben unterhalb der Armutsgrenze, davon sind 5,0 % Kinder oder Jugendliche jünger als 18 Jahre und 7,2 % der Menschen sind älter als 65.

## Söhne und Töchter der Stadt
- Minkah Fitzpatrick (* 1996), Footballspieler